# スピンオフ作品の一覧
スピンオフ作品の一覧（スピンオフさくひんのいちらん）では、既存の作品（本編）からスピンオフしてできた作品の一覧を挙げる。
記入フォーマット
- 各ジャンルごとに五十音順に記載

スピンオフ作品名
『本編名』関係説明
この一覧は未完成です。加筆、訂正して下さる協力者を求めています。

## 映画
エイリアンVSプレデターシリーズ
アメリカの2大人気SF作品、『エイリアン』シリーズに登場するエイリアンと『プレデター』シリーズに登場するプレデターの共演が話題になった作品。正確に言えばスピンオフではなく、クロスオーバー作品が正しい。
L change the WorLd
『デスノート』の登場人物Lを主人公にした作品。
エレクトラ
『デアデビル』の中で死亡したキャラクターを主人公にした作品。作品内で蘇生が行われる。
特撮番組『牙狼-GARO-』のスピンオフ映画作品。
『呀-KIBA- 〜暗黒騎士鎧伝〜』
牙狼に登場する敵キャラクター、バラゴ＝暗黒魔戒騎士・呀を主人公とした作品。彼が暗黒魔戒騎士へと変貌した理由が描かれる。
『牙狼外伝 桃幻の笛』
牙狼に登場するキャラクターである、女魔戒法師の邪美と烈花を主人公とした作品。TVシリーズ第2期後の物語である。
『絶狼-ZERO- -BLACK BLOOD-』
牙狼に登場するキャラクター、涼邑零＝銀牙騎士・絶狼を主人公とした作品。しかし公式ではスピンオフではなく完全新作としている。
鑑識・米沢守の事件簿、相棒シリーズ X DAY
『相棒』シリーズの登場人物を主役とした作品。
キャットウーマン
『バットマン』の人気キャラクターを主人公にした作品。
ジェームズ・キャメロンのタイタニックの秘密
『タイタニック』の製作現場をフィクション化した作品。制作会社こそ異なるものの、『タイタニック』が世界的にヒットしたため、その流れで原作と同じジェームズ・キャメロンが自ら製作したモキュメンタリー。
交渉人 真下正義、容疑者 室井慎次、室井慎次 敗れざる者/生き続ける者
『踊る大捜査線』シリーズの登場人物を主人公にした作品。
ジャック・ジャック・アタック！
『Mr.インクレディブル』のキャラクター、ジャック・ジャックを主役とした作品。
人造人間ハカイダー
『人造人間キカイダー』の中で登場した敵役、ハカイダーを主人公とした作品。ただし、設定はハカイダーに関するごく一部を除いて全面的に変更されている。
ダグの特別な一日
『カールじいさんの空飛ぶ家』の登場キャラクター、ダグを主役とした作品。
追跡者
『逃亡者』の登場人物ジェラルド連邦保安官が主役を務める作品。
必殺! 三味線屋・勇次
必殺シリーズの中で登場した仕事人、三味線屋の勇次（中条きよし）を主人公とした作品。
ペンギン大作戦
『マダガスカル』の登場キャラクター、ペンギン達を主役とした作品。
モモタロスのなつやすみ、モモタロスのキバっていくぜ!、モモタロスのまっかっか城の王
『仮面ライダー電王』の人気キャラクターを主人公にした作品。
バルトーク・ザ・マジシャン
『アナスタシア』の登場キャラクター、バルトークを主役とした作品。
巨神兵東京に現わる
『風の谷のナウシカ』の中で登場した『巨神兵』を物語の主軸にした作品。原作が漫画・アニメである作品のスピンオフが実写であるということ、同時上映が異なる会社であるなど異色の作品である。

## テレビドラマ
1年B組新八先生
3年B組金八先生の第一シリーズと第二シリーズのインターバル期間に放送された作品。舞台となる中学校、設定、一部の登場人物を共有。
裏相棒
『相棒』の劇場版公開を記念して番外編として作られた作品。「トリオ・ザ・捜一」の3人（伊丹憲一、三浦信輔、芹沢慶二）と鑑識の米沢守が主人公。ちなみに上記の「鑑識・米沢守の事件簿」公開時の「裏相棒2」では角田六郎も登場。
ウルトラシリーズからの派生作品
ウルトラマンメビウス外伝 ヒカリサーガ
『ウルトラマンメビウス』のキャラクター・ウルトラマンヒカリを主人公にした作品。
ウルトラギャラクシー大怪獣バトル、ウルトラギャラクシー大怪獣バトル NEVER ENDING ODYSSEY
ウルトラシリーズに登場する怪獣ゴモラを主役に据えた作品。
ウルトラファイトビクトリー
『ウルトラマンギンガS』のキャラクター、ショウ＝ウルトラマンビクトリーを主人公にした短編作品。
LAW & ORDER:性犯罪特捜班、LAW & ORDER:クリミナル・インテント、LAW & ORDER:陪審評決、LAW & ORDER:LA
『LAW & ORDER』から派生した作品。本家が前半で警察、後半で検察の活躍を描き一つの事件を解決する過程を描くのに対し、『LAW & ORDER:性犯罪特捜班』は性犯罪課の刑事が性犯罪の捜査を行う作品で、検察の活躍はあまり描かれない。『LAW & ORDER』『LAW & ORDER:陪審評決』『シカゴ・ファイヤー』『Chicago P.D.』とのクロスオーバーが製作されている。『LAW & ORDER:クリミナル・インテント』は刑事コンビが犯人を尋問し追い詰める過程を描いたドラマで、検察の出番はシリーズ中で最も少ない。『LAW & ORDER:陪審評決』は検察の活躍を描くドラマで、犯人が逮捕された後から物語が始まる。『LAW & ORDER』『LAW & ORDER:性犯罪特捜班』とのクロスオーバーが製作されている。『LAW & ORDER:LA』は本家と同じく前半で警察、後半で検察の活躍を描き一つの事件を解決する過程を描くドラマだが、舞台が他の作品の舞台であるニューヨークではなくロサンゼルスになっている。
Chicago P.D.
『シカゴ・ファイヤー』から派生した作品。本家がシカゴの消防士の活躍を描くのに対し、『Chicago P.D.』はシカゴの警察の活躍を描く作品。『シカゴ・ファイヤー』『LAW & ORDER:性犯罪特捜班』とのクロスオーバーが製作されている。
NCIS 〜ネイビー犯罪捜査班、NCIS:LA 〜極秘潜入捜査班、NCIS: ニューオーリンズ
『犯罪捜査官ネイビーファイル』から派生した作品。本家が海軍内で起こった事件の弁護または検事を行うのに対し、『NCIS 〜ネイビー犯罪捜査班』は海軍内で起こった犯罪事件の捜査を行う。『NCIS:LA 〜極秘潜入捜査班』は『NCIS 〜ネイビー犯罪捜査班』からの派生作品であり、潜入捜査を専門に行う。『ネイビーファイル』と『NCIS』、『NCIS』と『NCIS:LA』、『NCIS』と『NCIS: ニューオーリンズ』それぞれにクロスオーバーエピソードが存在する。
エンジェル
『バフィー 〜恋する十字架〜』のキャラクター「エンジェル」を主人公とした作品。
『踊る大捜査線』からの派生作品
逃亡者 木島丈一郎、弁護士 灰島秀樹
映画『交渉人 真下正義』、『容疑者 室井慎次』のキャラクターを主人公とした作品。
スピンオフ作品からのスピンオフ作品である。
警護官 内田晋三
『踊る大捜査線 歳末特別警戒スペシャル』に登場した脇役キャラ、内田晋三を主人公とした作品。
警部補 矢部謙三・警部補 矢部謙三2
金曜ナイトドラマ『トリック』の登場人物・矢部謙三（生瀬勝久）を主人公としたスピンオフドラマ。
サム&キャット
『iCarly』の脇役サム・パケットと、『ビクトリアス』のメインキャラクターであるキャット・バレンタインを主人公としたスピンオフおよびクロスオーバー作品。
ガール・ミーツ・ワールド
『ボーイ・ミーツ・ワールド』のコーリー・マシューズとトパンガ・マシューズの娘のライリー・マシューズとライリーの親友のマヤ・ハートを主人公としたスピンオフ作品。
CSI:マイアミ、CSI:ニューヨーク、CSI:サイバー
『CSI:科学捜査班』の舞台をラスベガスからそれぞれマイアミ、ニューヨーク、ワシントンへ移した作品。なお『CSI: NY』は『CSI: マイアミ』のスピンオフ作品でもあり、さらに『CSI:マイアミ』第4シリーズと『CSI:ニューヨーク』第2シリーズ、『CSI: 科学捜査班』第10シリーズと『CSI: マイアミ』第8シリーズと『CSI:ニューヨーク』第6シリーズ（CSI:トリロジー）、『CSI: 科学捜査班』第13シリーズと『CSI:ニューヨーク』第9シリーズがクロスオーバーするエピソードも存在する。
ジュラシック・ニューワールド
イギリスのSFドラマ『プライミーバル』のカナダ版スピンオフ。『プライミーバル』の主要人物コナー・テンプルが一部エピソードに登場する。
巡査・今泉慎太郎
『古畑任三郎』の番外編として作られた作品。
ジョーイ
『フレンズ』のキャラクター・ジョーイを主人公にした作品。
スターゲイト アトランティス
『スターゲイト SG-1』の第7シーズンの終盤に発見された南極のエンシェント砦で、幻のアトランティスが外銀河のペガサス銀河にある可能性が8桁の（銀河系内なら7桁ですむ）ゲイトアドレスとともに示された。問題の砦が南極にあることから、運営はSG-1を管轄する合衆国空軍スターゲイト・コマンド(SGC)ではなく南極条約加盟国による（表向きは）民間団体が行うことになった。この作品では新たなメンバーを編成し、ペガサス銀河の探検の旅を描く。『スターゲイト SG-1』の第8シーズンと『スターゲイト アトランティス』第1および第2シーズンにおいて相互のシリーズで連動するエピソードやSG-1シーズン10で両者が共演するエピソードもある。
スタートレックシリーズからの派生作品
スタートレック:ディープ・スペース・ナイン
『新スタートレック』から派生した作品。新スタートレックのウルフ359の戦いに参加したベンジャミン・シスコ中佐を中心とした物語。新スタートレックで脇役の転送主任だったマイルズ・オブライエンとレギュラー出演していたウォーフ少佐がレギュラーとして登場する。
スタートレック:ヴォイジャー
『スタートレック:ディープ・スペース・ナイン』から派生した作品。反カーデシア組織『マキ』を取り締まる為、キャスリン・ジェインウェイ艦長指揮の下、航宙艦U.S.S.ヴォイジャーがディープ・スペース・ナインから発艦する。後に新スタートレックの映画『ネメシス/S.T.X』でジェインウェイとU.S.S.エンタープライズEのジャン＝リュック・ピカード艦長が会話するシーンが見られる。
戦え!キャプテンボニータ
チャンネルNECOで日活配給映画『ララピポ』の公開に先んじて制作された全12話の番組。映画本編に登場するSFオタク青年・青柳光一が銀河連邦軍の秘密捜査官“キャプテン・ボニータ”に変身し活躍する妄想を描く。
地上最強の美女バイオニック・ジェミー
『600万ドルの男』の1エピソードから派生した作品。スティーブ・オースティン大佐（600万ドルの男）の婚約者だったジェミー・ソマーズを主人公とした作品。
ちょこっとあぶない刑事
ファミリー劇場で『あぶない刑事』を放送する際制作された番宣番組。吉井刑事と田中刑事が鷹山と大下について取り調べるという内容。
『ドクター・フー』からの派生作品
CLASS/クラス
『ドクター・フー』に登場するコールヒル高校を舞台とするSFドラマ。
The Sarah Jane Adventures
『ドクター・フー』の登場人物サラ・ジェーン・スミスを主人公とするSFドラマ。
秘密情報部トーチウッド
『ドクター・フー』の登場組織トーチウッドを舞台に、『ドクター・フー』の登場人物ジャック・ハークネスが主人公を務めるSFドラマ。
ドクターY〜外科医・加地秀樹〜
『ドクターX〜外科医・大門未知子〜』の登場人物である加地秀樹（勝村政信）が主役で、元番組の主要舞台である東帝大病院からの派遣医としての活躍を描いたもの。作品の性質上、主な地域や病院は、作品を変える毎に変えている。
疾風同心（はやてどうしん）
『大岡越前』に登場した同心・風間駿介（和田浩治）を主役にした連続ドラマ。日本のテレビドラマにおける本格的スピンオフ作品の草分け。続編『八丁堀暴れ軍団』も製作された。
必殺シリーズに属する作品
必殺仕切人
必殺シリーズの中で登場した仕事人・三味線屋の勇次（中条きよし）を主人公にした作品。
必殺まっしぐら!
必殺シリーズの中で登場した仕事人・飾り職人の秀（三田村邦彦）を主人公にした作品。
水戸黄門外伝 かげろう忍法帖
『水戸黄門』のキャラクター・かげろうお銀（由美かおる）を主人公にした作品。
柳生あばれ旅、柳生十兵衛あばれ旅
映画・テレビ『柳生一族の陰謀』の主人公・柳生十兵衛（千葉真一）を主役に他局（関西テレビ→テレビ朝日）へスピンオフした連続ドラマ。
ユンゲル
月9ドラマ『ガリレオ』のキャラクター弓削志郎（品川祐）を主人公とした作品。
大河ドラマからの派生作品
新選組!! 土方歳三 最期の一日
連続テレビ小説からの派生作品
ちりとてちん外伝 まいご3兄弟
朝ドラ『ちりとてちん』に登場するヒロインの兄弟子3人組、草原・小草若・四草を主役とした作品。
つばさ 好きといえなくて
朝ドラ『つばさ』から派生されたスピンオフドラマ。ヒロインの弟の知秋をメインにした、「青春編」。ラジオぽてとの社長の真瀬昌彦をメインとした、「中年編」の2作。
てっぱん イブ・ラブ・ライブ
朝ドラ『てっぱん』に登場する浜勝の社長、浜野一をメインとした作品。
純と愛 富士子のかれいな一日
朝ドラ『純と愛』のヒロインの教育係 桐野富士子をメインにした作品。
ごちそうさん ごちそうさんっていわしたい!
朝ドラ『ごちそうさん』のヒロインの長男をメインにした作品。
花子とアン 朝市の嫁さん
朝ドラ『花子とアン』のヒロインの幼なじみ朝市をメインにした作品。
マッサン すみれの家出〜かわいい子には旅をさせよ〜/マッサン たそがれ好子〜女三人寄れば姦(かしま)しい〜
朝ドラ『マッサン』の主人公の妹・すみれ（第1話）、住吉酒造事務員・好子（第2話）をメインにした作品。
まれ 僕と彼女のサマータイムブルース/まれ 一子の恋〜洋一郎25年目の決断〜
朝ドラ『まれ』のヒロインの幼なじみ（第1話：二木高志、第2話：蔵本一子）をメインにした作品。

## ビデオ作品
仮面ライダーシリーズからの派生作品
仮面ライダーW RETURNS
『仮面ライダーW』のキャラクター・仮面ライダーアクセルを主人公とした『仮面ライダーアクセル』、『仮面ライダーW FOREVER AtoZ/運命のガイアメモリ』の敵キャラクター・仮面ライダーエターナルを主人公とした『仮面ライダーエターナル』の2作。
鎧武/ガイム外伝
『仮面ライダー鎧武/ガイム』のキャラクターを主人公にした作品。
『仮面ライダー斬月/仮面ライダーバロン』
仮面ライダー斬月を主人公とした『仮面ライダー斬月』、仮面ライダーバロンを主人公とした『仮面ライダーバロン』の2本を収録。
『仮面ライダーデューク/仮面ライダーナックル』
仮面ライダーデュークを主人公とした『仮面ライダーデューク』、仮面ライダーナックルを主人公とした『仮面ライダーナックル』の2本を収録。
宇宙刑事 NEXT GENERATION
『宇宙刑事ギャバン THE MOVIE』から派生した作品。宇宙刑事シャリバン・日向快を主人公とした『宇宙刑事シャリバン NEXT GENERATION』、宇宙刑事シャイダー・烏丸舟を主人公とした『宇宙刑事シャイダー NEXT GENERATION』の2作。旧シリーズとも設定を共有。

## 漫画・アニメ
ああっ就活の女神さまっ
『ああっ女神さまっ』の主人公、森里螢一とベルダンディーが結ばれたその後を描いた作品。ベルダンディーが就活生として活動するストーリー。
秋田妹!!えびなちゃん
『干物妹!うまるちゃん』に登場するキャラクター、海老名菜々を主人公とした作品。
いいがかり姉さん
『かってに改蔵』のヒロインであった名取羽美を主役にした読み切り漫画。
いじめてくん
『戦え!軍人くん』のキャラクター、いじめてくんを主人公にした作品。
井の頭ガーゴイル
『湘南純愛組!』及び続編の『GTO』に登場する冴島俊行を主人公とした作品。
裏ピーチガール
『ピーチガール』に登場するライバルキャラ、柏木さえを主人公とした作品。
忍風カムイ外伝
『カムイ伝』の主人公の忍者という部分に焦点を当てた作品。
エル・アルコン-鷹-、テンペスト
『七つの海七つの空』の敵役であったティリアン・パーシモンを主人公とした作品。
お嬢さまから始める結婚生活
『中卒労働者から始める高校生活』の主人公、片桐真実と逢澤莉央の二人が結婚したあとを描く。
漫画『カードキャプターさくら』からのスピンオフ作品
ケロちゃんにおまかせ
『カードキャプターさくら』のサブキャラであるケルベロスを主人公にしたオリジナル作品。作風はハートフルコメディアニメで『カードキャプターさくら 封印されたカード』と同時上映された。ケルベロスVSスピネルの町内を巻き込む争奪戦を描く。元々は、テレビアニメの初期に、次回予告前にあった主人公の木之本桜のバトルコスチューム等の説明をケルベロスが行うミニコーナーのタイトルであった。
ツバサ-RESERVoir CHRoNiCLE-
原作者のCLAMPの漫画のキャラクターが登場するスター・システムを採用していることで知られるが、『カードキャプターさくら』のキャラクター・李小狼を主人公にしていることからスピンオフ作品の要素もある。桜もサクラ姫として登場している。また、中盤以降に登場するもう一人の小狼は『カードキャプターさくら』の登場人物の縁者であり、終盤には『カードキャプターさくら』の後日談的な要素も含まれている。ケロちゃん（ケルベロス）もアニメオリジナルキャラクターとしての扱いで登場する。
私立堀鐔学園
物語が繋がっているCLAMPの作品『ツバサ-RESERVoir CHRoNiCLE-』と『XXXHOLiC』のメインキャラクターが、同じ世界で学園生活を送る、ギャグテイストのパラレル作品。形式上は『ツバサ』と『HOLIC』のスピンオフとなっている。
『カイジシリーズ』のスピンオフ作品
中間管理録トネガワ
帝愛グループ最高幹部の利根川幸雄を主人公とした作品。アニメ化されている。
1日外出録ハンチョウ
登場人物のひとり・大槻太郎を主人公としたスピンオフ第2弾。アニメ化されている。
上京生活録イチジョウ
登場人物のひとり・一条聖也を主人公としたスピンオフ第3弾。
火星田マチ子
『戦え!軍人くん』のキャラクター、火星田マチ子を主人公にした作品。
ガッシュとスズメ
『金色のガッシュ!!』単行本カバーの折り返し部分に連載されている4コマ漫画。タイトルの通り本編の主人公ガッシュと清麿の友人水野鈴芽を中心としたもの。本編でガッシュが海外に行っている間は主にスズメが中心となったり、ファウード編ではガッシュの分身として清麿が作ったロボガッシュが登場した。雷句誠の密かな人気作（単行本内で言及されている）。
ガンダムシリーズ
ガンダムシリーズ一覧を参照。
がんばれ！ルルロロ
大ベストセラー絵本『くまのがっこう』シリーズから生まれたテレビアニメ。主人公は、くまの双子の女の子。オレンジ色がルルで黄色がロロ。とある田舎町を舞台に、ルルとロロは、毎日新しいお仕事に挑戦するストーリー。
機甲猟兵メロウリンク
『装甲騎兵ボトムズ』の世界における別作品。直接キャラクターの出演はないが、小説版においてはボトムズのキャラが数名出演している。
漫画『気分は形而上』からのスピンオフ作品
それはエノキダ!
『気分は形而上』のシリーズの中の1つ「こだわりの榎田君」を独立させた作品。
よしえサンシリーズ
『気分は形而上』のシリーズの中の1つ、作者の妻をモデルとした「実在OL（実在ニョーボ）」を独立させた作品。
切札勝舞はマジック・ザ・ギャザリングを使い続ける
『デュエル・マスターズ』の主人公、切札勝舞が白凰と戦う前にデュエル・マスターズカードを使うのを止めるという、本家のパラレルワールドを描いた作品。『コロコロアニキ』でマジック・ザ・ギャザリングの記事が本作に先行して掲載されているため、それの販売促進作品。
漫画『銀河鉄道999』からのスピンオフ作品
銀河鉄道999#スピンオフ作品を参照。
漫画『金田一少年の事件簿』からのスピンオフ作品
明智少年の華麗なる事件簿、明智警視の優雅なる事件簿、明智警部の事件簿
『金田一少年の事件簿』のキャラクター、明智健悟を主人公にした作品。高校時代やロス市警時代、そして警部時代の出来事である。
金田一フミの冒険
『金田一少年の事件簿』のキャラクター、金田一二三を主人公にした作品。上の明智健悟の作品集と違い、正確には1話のみの読切スピンオフ。なお、アニメでは本編中に番外編として挿入された。
高遠少年の事件簿
『金田一少年の事件簿』の敵キャラクター、高遠遥一を主人公にした作品。高遠の高校時代の出来事である。
金田一少年の1泊2日小旅行（あわ箱作画）
2014年4月より『マンガボックス』にて公開。過去の事件現場を再び訪ねたり、事件にまつわるパロディが展開。七瀬美雪がメインの下ネタ・コメディーテイストの作品。
金田一少年の事件簿外伝 犯人たちの事件簿（船津紳平作画）
2017年7月より『マガジンポケット』限定コンテンツとして公開。本編のエピソードを犯人の視点から描いたコメディタッチの作品。
きんにゃいち少年の事件簿
2021年より『イブニング』にて連載。猫になった金田一一らの日常を描くコメディタッチの4コマ作品。
漫画『キン肉マン』からのスピンオフ作品
ウォーズマン・ビギンズ
『キン肉マン』のキャラクター、ウォーズマンを主人公にした作品。ウォーズマンはこれ以前に『スクラップ三太夫』で後日談的なものを作られたことがあるが、こちらは『キン肉マン』に登場する前の前日談である。
闘将!!拉麵男（たたかえ!!ラーメンマン）
『キン肉マン』のキャラクター、ラーメンマンを主人公にした作品。ただし、キン肉マンとは別の世界観であるため、本作のラーメンマンは別人である。
くじびきアンバランス
『げんしけん』の作中で人気とされ、アニメ化されたという設定の漫画。特典DVDとしてOVA化され、後に設定とキャストに変更を加えてテレビアニメも放送された。
漫画『クレヨンしんちゃん』からのスピンオフ作品
アクション仮面
西脇だっとの作品で、同名の劇中劇を漫画化したもの。
野原ひろし 昼メシの流儀
塚原洋一の漫画で、野原ひろしを主人公としたもの。
漫画『サイコメトラーEIJI』からのスピンオフ作品
クニミツの政
『EIJI』の登場人物・武藤国光を主人公にした作品。政治を題材としている。後に実写ドラマ化された。
でぶせん
『EIJI』の登場人物・福島満を主人公にした作品。ふとしたきっかけで不良がたむろする高校に女教師「福島ミツコ」として赴任することになった福島満の活躍を描いている。上記の『クニミツ』と同じく実写ドラマ化されている。
くノ一はおデコだせ!
ギャグ漫画『泥棒猫』の連載中に主人公が突然交代し、シリアスな忍者漫画になったもの。
巨人の星【特別篇】 猛虎 花形満、新約「巨人の星」花形
『巨人の星』の登場人物、花形満を主人公にした作品。「特別編」はTVアニメを花形を主役として再編集した作品。「新約」は時代を21世紀初頭としたリメイク作品。
漫画『グラップラー刃牙』からのスピンオフ作品
バキ外伝 -疵面（スカーフェイス）-、バキ外伝 -創面（きずづら）-
同シリーズのキャラクター・花山薫を主人公とした作品。
バキ外伝 拳刃（けんじん）
同シリーズのキャラクター・愚地独歩を主人公とした作品。
バキ外伝 烈海王は異世界転生しても一向にかまわんッッ
同シリーズのキャラクター・烈海王を主人公とした作品。世界観と作風は一新されており、いわゆる「異世界転生もの」となっている。
黒の男
渋沢さつき。『白 HAKU』のライバルキャラ十字を主人公として、『白 HAKU』の主人公白と出会うまでの過去を描いた作品。
月面兎兵器ミーナ
テレビドラマ版『電車男』で主人公が好むアニメとして登場した劇中劇、月城ミーナを主人公にしたテレビアニメ。世界観は一新されている。また、ミーナと名乗る人型兵器が多数登場する等の追加設定がなされている。
ゲキ・ガンガー3 熱血大決戦!!
アニメ『機動戦艦ナデシコ』で主人公達が好むアニメとして登場した劇中劇。同作品世界における21世紀後半に「あえて80年代のノリを持ち込んで制作された」という設定の熱血ロボットアニメ。世界観や設定等はほぼゲッターシリーズのオマージュであり、その他様々なロボットアニメのちゃんぽんとなっている。なお、『ナデシコ』本編ではこちらが劇中劇だが、『ゲキ・ガンガー3』では逆対応の存在になっており『ナデシコ』の方が劇中劇であり、双方の世界で互いの作品を戦闘時のヒントにしたりしている。
幻日のヨハネ -SUNSHINE in the MIRROR-
『ラブライブ!サンシャイン!!』の公式スピンオフ作品。世界観はファンタジー調へ一新されている。
こぎゃるかん
アダルトゲーム業界を舞台にした漫画、『ぎゃるかん』に登場する高校生の遠山亜季を主人公にした作品。亜季の高校生活を描く学園漫画だが、『ぎゃるかん』前史に相当する場面もある。
こちら交機の本田赤のZ追跡中よろしく!
『こちら葛飾区亀有公園前派出所』の登場人物、本田速人を主人公にした作品。
ことなかれヒーロー じんじゃーまん
『幼獣マメシバ』で主人公が見ているアニメとして登場した劇中劇。
こんぺいと!
ふじのはるかがまんがタイムオリジナル連載の『派遣社員 松島喜久治』の登場人物、小津睦月を主人公にした4コマ漫画で、2005年から2009年までまんがタイムファミリーで連載していた。
漫画『終末のワルキューレ』からの公式スピンオフ作品
終末のワルキューレ異聞 呂布奉先飛将伝
終末のワルキューレ奇譚 ジャック・ザ・リッパーの事件簿
13人の人類代表の呂布奉先、ジャック・ザ・リッパーの生前のエピソードが語られる。
終末のワルキューレ禁伝 神々の黙示録
神側代表の一枠を賭けて、神 VS 神 との戦いが開催される。
少女チャングムの夢
韓国の時代劇である『宮廷女官チャングムの誓い』の主人公、ソ・チャングムの少女時代における活躍だけを強調して切り抜いた韓国製アニメーション作品。全2シーズンで、原作と同じMBC製作かつ12歳以上推奨（韓国）だが、少女向けとして製作されている。原作と同じNHKでの放送は、シーズン1のみ。
漫画『聖闘士星矢』からのスピンオフ作品
SHAKA-シャカ-
『聖闘士星矢』のキャラクター、鳳凰星座の一輝を主人公にした読切作品。過去にデスクイーン島であった様々な出来事の回想を交え、黄金聖闘士・乙女座のシャカとの出会いという形で本編に直結する。
ザ・キグナス・ストーリー〜氷の国のナターシャ〜
『聖闘士星矢』のキャラクター、白鳥星座の氷河を主人公にした読切作品。後に『聖闘士星矢 冥王神話』では本編の一部としてこれに纏わるエピソードが登場する。
聖闘士星矢 NEXT DIMENSION 冥王神話
『聖闘士星矢』のキャラクター、車田正美の漫画。『週刊少年チャンピオン』（秋田書店）にて不定期連載中。正統続編聖闘士星矢。地上暦1990年、エリシオンにおける天馬星座の聖闘士・星矢と冥王ハーデスの激闘よりさかのぼること240数年前のこと。かつて、天馬星座の聖闘士と冥王ハーデスは無二の親友だった…。
聖闘士星矢EPISODE.G
『聖闘士星矢』のキャラクター、獅子座のアイオリアを主人公にした外伝作品。アイオリアの兄、射手座のアイオロスの出奔・粛清以降のアイオリアを中心にティターン神族との激闘を描く。
聖闘士星矢 冥王神話
主人公・星矢の前世、天馬座の天馬が主人公の外伝作品。原作者車田正美版の本編の続編『聖闘士星矢 NEXT DIMENSION 冥王神話』と、手代木史織版の『聖闘士星矢 THE LOST CANVAS 冥王神話』の二種が存在する。一部の設定は異なるものの、先代冥王ハーデス達との死闘及び前回の聖戦という共通のプロットに沿って物語は進行して行く。その為に二作はパラレルワールドの関係でもある。
聖闘士星矢 セインティア翔
聖闘士とは別働隊となる、もう一つの女神アテナの直属の親衛隊・聖闘少女（セインティア）の子馬座の翔（翔子）が主人公の外伝作品。物語の内容的には『聖闘士星矢』本編の銀河戦争編と十二宮編の間及び邪神エリス編の平行時間と後日譚となる。
その他は聖闘士星矢参照
さくらがんばる!
対戦格闘ゲーム『ストリートファイターZERO』シリーズのキャラクター、春日野さくらを主人公にした漫画作品。
地獄童子
「ゲゲゲの鬼太郎」の1980年代「最新版」及びアニメ第3作「地獄編」の登場キャラクター、地獄童子を主人公にした作品。ただし最終回にて、主人公は鬼太郎と共演した地獄童子（初代）とは別人（二代目）だったことが判明する。
漫画『シティーハンター』からのスピンオフ作品
今日からCITY HUNTER
連載開始した2017年時点でアラフォーだった独身女性が不慮の死を遂げるも、何故か女子高生時代の姿に戻って『シティーハンター』の世界（物語中盤）に転生する。
CITY HUNTER外伝 伊集院隼人氏の平穏ならぬ日常
美樹と共に喫茶キャッツアイを営む海坊主（伊集院隼人）が、店を訪れる依頼人の悩み相談に応えていく。
進撃の巨人 悔いなき選択
進撃の巨人のキャラ、リヴァイとエルヴィン をメインとした漫画作品。本編の前日談である。
その他、進撃の巨人のスピンオフ作品については『ライトノベル』、『スピンオフ漫画』を参照。
マジンガーシリーズのスピンオフ作品
マジンカイザー
ゲーム『スーパーロボット大戦シリーズ』において、『マジンガーZ』の後継機体として登場したロボットを、一部設定を変更してアニメ化。また、全く別の主人公・時代背景で製作された同名のラジオドラマが存在する。こちらの方は過去に主人公の少年の手でロボット博物館から無断で持ち出された事が発端になっている。
ジャンジャジャ〜ン ボスボロットだい→ おなり〜っ ボロッ殿だい
『マジンガーZ』『グレートマジンガー』『UFOロボ グレンダイザー』とTVシリーズ全てに登場した、ボスの愛機ボスロボット（通称・ボスボロット/ボロット）を主人公にした作品。オリジナルとは違い、人間サイズかつ自己の意思を持った（＝操縦者を要しない）存在として描かれている。本作のみに登場するキャラが多数存在する。
マジンガーエンジェル
『マジンガーZ』のヒロインである弓さやかをはじめとしたシリーズの女性パイロット達をメインとした漫画作品。設定や世界観はオリジナルのものとなっている。
勝負は時の…運だろ?SEVEN
『勝負は時の…運だろ?』のキャラクター、赤堀七を主人公にした作品。
漫画『ジョジョの奇妙な冒険』からの派生作品
岸辺露伴は動かない 〜エピソード16:懺悔室〜 & 岸辺露伴は動かない -六壁坂-
『ジョジョの奇妙な冒険』Part4「ダイヤモンドは砕けない」のキャラクター・岸辺露伴を主人公にした短編作品。アニメ・ドラマ化された。
デッドマンズQ
『ジョジョの奇妙な冒険』Part4「ダイヤモンドは砕けない」のキャラクター・吉良吉影を主人公に、吉良の死後の様子を描いた短編作品。
正平記
『月とスッポン』の登場人物、藤波正平を主人公にした作品。
ジャイ子ちゃん
エンターブレインのアダルトゲーム専門情報誌『テックジャイアン』に長年連載している4コマ連載企画。次号予告の挿絵企画に原作者・氷川へきるが担当している縁で『ぱにぽに』のキャラクター・二階堂光を別名義で出演させている。魚型のマスコットも作中に登場している。
涼宮ハルヒシリーズのスピンオフ企画
ツガノガク版ハルヒ「涼宮ハルヒの憂鬱」
『涼宮ハルヒ』シリーズのライトノベルシリーズ（原作版）やアニメシリーズの世界観・設定を元にした漫画家・ツガノガクによる同名のコミカライズ連載作品。また、これとは別に漫画家でもあるイラストレーター・みずのまことが以前、同名のタイトルでコミカライズした初期の漫画化作品があったが、こちらは不人気に加え、原作者・編集サイドの諸事情によりたった1巻のみの単行本化であった。
涼宮ハルヒちゃんの憂鬱
『涼宮ハルヒ』シリーズの世界観・設定を漫画家・ぷよ。により一部手を加えて、ギャク漫画化したコミカライズ連載作品。YouTube角川アニメチャンネルでの配信向けにアニメ化もされた。なお、上記作品とは全く別物で設定されている。また、当初は4コマ漫画となっていた。
にょろーん ちゅるやさん
『涼宮ハルヒ』シリーズに登場する鶴屋さんを「ちゅるやさん」というSDキャラクターの主人公にした4コマ漫画作品。元は主人公の名前と同名の同人作品がベースとなっている。また、これとは別に『らき☆すた』の主役キャラを中心に登場する同人作品『ぶーぶーかがぶー』もあるが、『らき☆すた』に登場する柊かがみがサンスター文具のモノクロブー風のSDキャラクター「かがぶー」（当初は「かがみんぶー」）になった4コマ漫画作品で、こちらも同人作品時代は「かがみんぶー」というタイトルであった。
長門有希ちゃんの消失
涼宮ハルヒシリーズのキャラ、長門有希を主人公とした作品。だが、本編の彼女ではなくキャラ付けは『涼宮ハルヒの消失』に登場した改変後の長門をベースとしている。また原作で宇宙人、未来人、超能力者とされていたキャラは全員普通の人間となっている。
THE IDOLM@STERのスピンオフ企画
『ぷちます! -PETIT IDOLM@STER-』
元来は二次創作の作品。主人公が一定していないコンセプトのSDキャラ「ぷちます」達が『THE IDOLM@STER』本編キャラと共存しているハートフル&コメディ。
『アイドルマスター XENOGLOSSIA』
『アイマス』アニメ企画当初はゲーム本編のアニメ化が困難と判断された為、本編内で765プロのアイドルたちのプロモーションを兼ねた劇場版SFロボットアニメが上映された事をヒント及びモチーフにして製作されたスピンオフのSFロボットアニメ。この作品のシリアスなイメージの作風は元来はこの劇中劇アニメが元ネタとなっている。
スター・ウォーズ スピンオフコミック
エピソード4を基準として約1万年前のものから100年後のものまで様々な時代のものがシェアード・ワールドの手法で発表され続けている。
スペースレンジャー バズ・ライトイヤー
『トイ・ストーリー』のサブキャラクター、バズ・ライトイヤーを主人公にしたTVシリーズ。トイ・ストーリーの作品世界で放送されているアニメという設定で、世界観は一新されている。
セイント・ビースト
女性キャラクター主体のテレビアニメ『おとぎストーリー 天使のしっぽ』の男性サブキャラクター4名を主人公にしたテレビアニメ。対象視聴者層が原典とまったく異なる珍しい例。
戦闘妖精少女 たすけて! メイヴちゃん
アニメ『戦闘妖精雪風』のスタッフが描いたただの落書きだったキャラを、公式サイトに掲載したところ思わぬ反響を呼んだ為、アニメ化の運びとなった。
聖モエスの方舟
　榎本ナリコが月刊サンデージェネックス誌上で連載していた作品『世界制服』のepisode4『イッツア・スモール・ワールド』の劇中劇フィギュアシリーズ『聖モエスの箱舟学園』からスピンオフした漫画作品。新しい設定やキャラクターを加えて漫画化した。
漫画『総務部総務課山口六平太』からのスピンオフ作品
総務部総務課有馬係長
『総務部総務課山口六平太』の主人公の上司、有馬貴臣を主人公にした番外編。
総務部総務課今西課長
『総務部総務課山口六平太』の主人公の上司、今西欣治を主人公にした番外編。『有馬係長』はシリーズ化しているが、本作は1話のみのスピンオフ。
漫画『ソニック・ザ・コミック』からのスピンオフ作品
テイルスシリーズ
ソニックの相棒、マイルス "テイルス" パウアーを主人公にした作品。
ナックルズシリーズ
ソニックのライバル、ナックルズ・ザ・エキドゥナを主人公にした作品。
エミーシリーズ（一時期、Amy & Teknoシリーズに改題）
ソニックのガールフレンド、エミー・ローズを主人公にした作品。
ダイナマイトダンディ〜地獄のワニ蔵〜
『根こそぎフランケン』の登場人物・ワニ蔵こと庭野茂蔵を主人公とし、その他にも主要キャラが多数登場する。
ダック・ドジャース
ダフィー・ダックを主人公にした作品。
ティガー・ムービー プーさんの贈りもの、ピグレット・ムービー
『くまのプーさん』のサブキャラクター、ティガーとピグレットを主人公にした劇場アニメ映画。
ティンカー・ベル
『ピーター・パン』の登場人物であるティンカー・ベルを主役としたアニメ映画。
ティーン・タイタンズ
バットマンの相棒であるロビン（初代）を主役にした集団ヒーロー物。ロビン（初代）は更に未来では独立しナイトウィングという主役ヒーロー。
鉄腕アトム
『アトム大使』のサブキャラクターだったアトムが人気となったため、アトムを主人公として描かれた。
天下無双 江田島平八伝
『魁!!男塾』の男塾塾長、江田島平八を主人公とし、その少年時代を描いた作品。
天才バカボンのおやじ
『天才バカボン』のキャラクター、バカボンのパパを主人公にした作品。
天罰エンジェルラビィ☆
PCゲーム『AS〜エンジェリックセレナーデ』のヒロイン、ラスティを軸に魔法少女もののパロディとして製作されたPCゲーム『まじかるトワラー・エンジェルラビィ☆傑作選』、そのアニメ化作品。
漫画『天 天和通りの快男児』からのスピンオフ作品
アカギ 〜闇に降り立った天才〜
麻雀漫画『天 天和通りの快男児』の登場人物・赤木しげるを主人公に、赤木の少年・青年時代を描いた作品。
ワシズ -閻魔の闘牌-
麻雀漫画『天 天和通りの快男児』のスピンオフである『アカギ 〜闇に降り立った天才〜』から、その登場人物・鷲巣巌を主人公にしてさらにスピンオフした作品。終戦直後の若き日の鷲巣巌を描いている。作画は原恵一郎で、福本伸行は協力という形式。
HERO -逆境の闘牌-
麻雀漫画『天 天和通りの快男児』のもう一人の主人公・井川ひろゆきを主人公に、本編終了後の彼の姿が描かれている。作画は前田治郎で、福本伸行は協力という形式。
漫画『天牌 麻雀飛龍伝説』からのスピンオフ作品
天牌外伝
『天牌 麻雀飛龍伝説』の登場人物である「麻雀職人」こと黒沢義明を主人公とした外伝作品。
天牌列伝
黒沢義明以外の登場人物の過去を描いたスピンオフ作品。
『とある魔術の禁書目録』からのスピンオフ作品
とある科学の超電磁砲
『とある魔術の禁書目録』のヒロインの1人、御坂美琴を主人公とした作品。同スピンオフ作品の人気ぶりがきっかけとなり原作の『禁書目録』でも主要キャラクターがチョイ役で登場する、いわゆるスター・システムに近い設定を採用しているライトノベル原作ものとしては極めて稀な存在である。
また外伝の『とある科学の超電磁砲』を外伝とする『とある科学の超電磁砲外伝 アストラル・バディ』がある。
とある科学の一方通行
『とある魔術の禁書目録』の登場人物の一人・一方通行（アクセラレータ）を主人公とする作品。
また外伝の『とある科学の一方通行』を外伝とする『とある偶像の一方通行さま』がある。
とある日常のいんでっくすさん
『とある魔術の禁書目録』のヒロインの1人、インデックスを主人公とする4コマ漫画作品。
戦国魔神ゴーショーグン 時の異邦人（エトランゼ）
『戦国魔神ゴーショーグン』のキャラクター、レミー島田を主人公にしたOVA作品。
Dr.ピノコの森の冒険
『ブラック・ジャック』のキャラクター、ピノコを主人公にしたオリジナル作品。『ブラック・ジャックふたりの黒い医者』の同時上映作品。
ドクター・スランプ2007特別編 Dr.MASHIRITO ABALEちゃん
『Dr.スランプ』の派生作品。Dr.マシリトJr.、アバレ（キャラメルマン23号）を主人公とした作品。
漫画『ドラゴンボール』からの派生作品
たったひとりの最終決戦 〜フリーザに挑んだZ戦士孫悟空の父〜
主人公・孫悟空の父親バーダックを主人公とした作品。『ドラゴンボール』のアニメオリジナルながら一部正伝入りした。
ドラゴンボール エピソード オブ バーダック
上記『たったひとりの最終決戦』のIF後日談漫画。及びそれを原作としたアニメ作品。
トランクス・ザ・ストーリー（ドラゴンボールZ 絶望への反抗!!残された超戦士・悟飯とトランクス）
『ドラゴンボール』のキャラクター、トランクスを主人公に別の未来を描いた作品。
To LOVEる -とらぶる- ダークネス
「スピンオフ」と銘打っているが、実際には前作「To LOVEる -とらぶる-」と完全に話が繋がった続編である。
ドラミちゃん
ドラえもんの妹、ドラミを主人公にした漫画。てんとう虫コミックスでは『ドラえもん』の一作品として統合・改変しての収録だが、藤子・F・不二雄大全集へは原作そのままの収録である。
ドラミちゃん ミニドラSOS!!!
ドラミちゃん アララ❤少年山賊団!
ドラミちゃん ハロー恐竜キッズ!!
ドラミちゃん 青いストローハット
前項と同じドラミを主人公とし、ドラえもん映画作品の併映で上映されたアニメ4作。
どらン猫小鉄、帰って来たどらン猫、帰って来たどらン猫2、帰って来たどらン猫3
『じゃりン子チエ』の登場キャラクター、小鉄を主人公にした作品。
ナースウィッチ小麦ちゃんマジカルて
『The Soul Taker 〜魂狩〜』のサブキャラクター、中原小麦を主人公にした魔法少女アニメ。原典のダークでシリアスな世界とは全く世界観が異なる。
永沢君
『ちびまる子ちゃん』のレギュラーの脇役、永沢君が中学校へ進学し、そこでもクラスメイトとなった藤木君や小杉君と一緒に学生生活を送る漫画。途中で花輪君や野口さん、冬田さんに城ヶ崎さん等が登場する。
悩みごと、あったらね?
『叫んでやるぜ!』の登場人物、小泉天竜の娘の真莉を主人公にした作品。
猫の恩返し
『耳をすませば』の主人公・月島雫が後に書いた物語という位置づけで、猫の男爵・バロンが共通して登場する。
ののちゃん
前身である『となりの山田くん』の主人公・山田のぼるの妹、のの子を主人公とした作品。
牌王（はおう）
『凍牌』の登場人物・堂嶋を主人公とした読み切り作品。『凍牌』が連載しているヤングチャンピオンの秋田書店ではなく、近代麻雀オリジナル（竹書房）に掲載された。
ハッピーのちょっとお仕事
『FAIRY TAIL』に登場する主人公の相棒ハッピーを主人公にした5ページ前後の短編。単行本のおまけとして描き下ろされているシリーズで、本編では直接依頼を請け負わないハッピーがギルドに来た簡単な依頼をこなすというもの。
漫画『ぱにぽに』からのスピンオフ作品
新感覚癒し系魔法少女ベホイミちゃん
『ぱにぽに』のキャラクター、ベホイミを主人公にした作品。
まろまゆ
『ぱにぽに』のメインキャラ、桃瀬くるみが主人公。くるみのバイト先の喫茶店エトワールがその舞台。しかし、そこでもくるみは地味キャラ扱いされている。
ヒカリ
『まほらば』のメインキャラ桃乃恵の彼氏である紫羽を主人公にした、桃乃の中学時代を描いた読み切り漫画。
漫画『美少女戦士セーラームーン』からのスピンオフ作品
コードネームはセーラーV
『美少女戦士セーラームーン』の登場人物、愛野美奈子を主人公にした作品。ただし、連載開始は美少女戦士セーラームーンより古くセーラーVを元にしてセーラームーンが製作されたため厳密にいえばセーラームーンが、セーラーVのスピンオフとなる。つまり本作は、事実上『セーラームーン』各シリーズの原典でもある。
亜美ちゃんの初恋
『美少女戦士セーラームーン』の登場人物、水野亜美を主人公にした作品。のちにアニメ映画化された。他に木野まことを主人公にした『まこちゃんのユーウツ』、火野レイと愛野美奈子を主人公とした『レイと美奈子の女子高バトル』がある。
緋弾のアリアのスピンオフ作品
緋弾のアリアAA
『緋弾のアリア』のヒロイン、神崎・H・アリアに憧れを抱く東京武偵高校の1年生、間宮あかりを主人公にした漫画作品。ストーリーがラノベ本編と一部クロスオーバーする。なお、「AA」は「ダブルエー」と読む。
緋弾のアリアちゃん
『緋弾のアリア』のヒロイン達（アリア、理子、白雪、レキ、ジャンヌなど）が登場する4コマ漫画作品。
フクちゃん
横山隆一の漫画「江戸ッ子健ちゃん」の脇役から主人公に昇格。
不動
格闘漫画『撃覇』の主人公・天地翔のライバル・岸田不動を主人公にした任侠漫画。撃覇の後半では岸田不動の方が主役扱いとなっており、撃覇を終わらせる形で新たに始まった作品。
ぷにぷに☆ぽえみぃ
テレビアニメ『へっぽこ実験アニメーションエクセル・サーガ』の第17話「アニメーションUSA」に出てきた架空のアニメを元にしたスピンオフ作品として、2001年にOVAで前・後編が発売された。
舞勇伝キタキタ
『魔法陣グルグル』の登場人物「キタキタおやじ（アドバーグ・エルドル）」を主人公とした作品。
FREED BIRD
『トライガン』の登場人物、ウルフウッドを主人公にした作品。
プリンスデモキン
『怪物くん』に登場する悪魔ランドの王子で怪物くんのライバルに当たるデモキンを主人公にした漫画作品。
プレイボール
『キャプテン』の初代主人公、谷口タカオの高校時代を描いた作品。
ふわり!どんぱっち
『ボボボーボ・ボーボボ』のキャラクター、首領パッチを主人公にした作品。世界観・キャラクター設定などは異なる。
へろへろくん
『OH!MYコンブ』で、主人公が見ていたアニメとして登場した劇中劇だったが、後に独立作品として漫画連載を経てアニメ化もされた。
世界名作劇場シリーズからのスピンオフ作品
ぽかぽか森のラスカル、めいたんていラスカル、あらいぐま カルカル団
『あらいぐまラスカル』の看板キャラクターラスカルを主人公にした作品群。いずれも世界観は一新されている。
超ゼンマイロボ パトラッシュ
『フランダースの犬』を始めとするズイヨー映像製作の世界名作劇場のキャラクタのスターシステムを採用した、セルフパロディのFLASHアニメ。『みんなで!ニコリッチ』内で放送された5分間の超短編作品。
漫画『北斗の拳』からのスピンオフ作品
北斗の拳#関連作品を参照
僕の初恋をキミに捧ぐ
Sho-Comiで連載中。同作者の前作である漫画『僕は妹に恋をする』のサブキャラクター、垣野内逞を主人公にした作品。
ボクは岬太郎
『キャプテン翼』の登場人物、岬太郎を主人公にした作品。同名作品の中学生編での活躍を描く。
麻雀新世紀　赤の伝説
『フリー雀荘最強伝説ONE』の登場人物「赤い彗星の西（シャア）」を主人公にした作品。
舞-乙HiME
前作『舞-HiME』のキャラクターのスター・システムを採用していることで知られるが、前作の最終話のラストシーンでほんのちょっと少しだけ出てきた夢宮ありかを、アリカ・ユメミヤの名で主人公にしていた。
まことちゃん
漫画『アゲイン』の主人公、沢田源太郎の孫・まことちゃんを主人公にした作品。
まじっく快斗
『名探偵コナン』の登場人物、黒羽快斗（怪盗キッド）を主人公とした作品。正確には『まじっく快斗』のほうが先に執筆・連載されたが、『YAIBA』の連載開始に伴い『まじっく快斗』は不定期連載となる。そして『YAIBA』の連載終了後、『名探偵コナン』の連載が開始された。作品の世界が同一の為にスピンオフという扱いになっているが、実質は『快斗』の方が先行作品。
魔法少女プリティサミー、砂沙美☆魔法少女クラブ
OVAより端を発した『天地無用!シリーズ』のキャラクター、砂沙美を主人公にしたパラレルストーリーの魔法少女アニメ。
魔法少女まどか☆マギカのスピンオフ作品
『みたきはら幼稚園まほう組』
設定と世界観を一新し、暁美ほむらを主人公としたもの。ほむら初め他の魔法少女は5歳児になっていて、魔法少女関係でまともな頭身でいるのは先生の巴マミと園長のキュゥべえのみ。
『巴マミの平凡な日常』
二次創作だった物が公式化された作品。本編では悲劇的な運命を辿った巴マミが主人公だが、こちらはマミが普通に生存して婚期を逸したアラサーになっている平和な世界の物語。
その他は魔法少女まどか☆マギカの漫画作品及び魔法少女まどか☆マギカの関連作品参照
魔法少女リリカルなのは
『とらいあんぐるハート3 〜Sweet Songs Forever〜』(PCゲーム)のキャラクター、高町なのはを主人公にしたパラレルストーリーの魔法少女アニメ。『とらいあんぐるハート3』のファンディスクである『とらいあんぐるハート3 リリカルおもちゃ箱』にも本編の後日談にあたる同名のミニシナリオが収録されており、直接的にはこちらが『リリカルなのは』TVシリーズ及び漫画『魔法少女リリカルなのはViVid』等の原作となる作品である。
水の館
『こどものおもちゃ』の倉田紗南と加村直澄が主演した架空の映画。後に単行本が発売された。
冥探偵ケルベロス
『探偵学園Q』に登場する敵キャラ、ケルベロスを主人公にした作品。
メーテルレジェンド、宇宙交響詩メーテル
漫画・アニメ『銀河鉄道999』、『新竹取物語 1000年女王』からのスピンオフ作品。共に主人公はメーテル。
メルの旅立ち
『銀牙伝説WEED』の主人公ウィードの親友であるメルを主人公にした短編作品。
喪黒福次郎の仕事
『笑ゥせぇるすまん』の主人公である喪黒福造の弟、喪黒福次郎が主人公の作品。兄とは対照的に、困っている人を救っていく話である。
ゲーム『モンスターハンター』からのスピンオフ企画
モンハン日記 ぎりぎりアイルー村・モンハン日記 ぎりぎりアイルー村G
モンスターハンターシリーズのキャラクター、アイルーを主人公にした5分間のスラップスティックベルトアニメ作品。「日常に潜む危機をいかにして乗り越えるか?」をコンセプトにしている。
モンハン漫画 ぽかぽかアイルー村
原典をキッズ向けの漫画に仕立てたギャグマンガ。
ヤッターマン外伝・ボケボケボヤッキー
テレビアニメ『ヤッターマン』に登場するドロンボー一味（三悪）のひとり、ボヤッキーを主人公にした漫画。
ゆるゆりからの派生作品
大室家
『ゆるゆり』登場人物の大室櫻子と、その姉の撫子、妹の花子を中心とした漫画。2012年7月2日から7月25日までは『ニコニコ静画』で、2013年2月18日からは『ニコニコ百合姫』で隔月定期配信中。単行本はそれらを纏め、書き下ろしを加えたもの。
りせっと！
テレビアニメ（1期）の登場人物、高岡ひろを主人公とした漫画。かつて『キャラ☆メル Febri』にて連載されていたが、Vol.4以降休載中。
よばれてとびでて!アクビちゃん、アクビガール
『ハクション大魔王』のキャラクターアクビを主人公にした作品。
よろしく神田さん・よろしく神田ちゃん・社外秘！神田さん
大乃元初奈がまんがホーム、まんがタイムジャンボ、まんがタイムオリジナル三誌で連載の『おねがい朝倉さん』の主人公、朝倉カオルの同僚&親友の神田さくらを主人公にした4コマ漫画で、『よろしく神田さん』はまんがタイムポップ→まんがタイムラブリーにて、『よろしく神田ちゃん』はまんがタイムファミリーにて（2011年4月号より2013年2月号まで）目次ページに1本連載されていた。『まんがタイムオリジナル』（2012年1月号より）に『社外秘!神田さん』が連載された。
なお、『おねがい〜』とは主な登場人物に変更はない。
ライオン・キングのティモンとプンバァ
『ライオン・キング』のサブキャラクター、ティモンとプンバァを主人公にしたTVシリーズ。
ラ・グランダム
『虹色仮面』の登場人物、天川真留寿を主人公にした作品。
漫画『RAVE』からの派生作品
RAVE0077 レビンのお留守番
『RAVE』に登場する謎のキャラクターナカジマと主人公の子供レビンを主役に置いた短編。最終巻まで続けられた単行本の描き下ろし作品で、途中までレビンがハルとエリーの子供ということは伏せられている。
RAVE0065 プルーの特攻日記?
後述の『プルーの犬日記』の原型となる作品が存在するが、こちらは『プルーの犬日記』との関連は無く『RAVE』本編の前日譚扱いとなっており、実質本編の一部として語られている。
RAVE プルーの犬日記
『RAVE』に登場するプルーを主人公とした作品。タイトルには『RAVE』の文字が入っているが、本編とは独立した世界観で、ストーリーそのものに繋がりはないが、『RAVE』『FAIRY TAIL』『MONSTER SOUL』などの連載作品や過去の読み切り作品からのゲストが多く登場する。後にコンシュマーゲーム機でゲーム化されている。
レイナ剣狼伝説
『マシンロボ クロノスの大逆襲』のヒロイン、レイナ・ストールを主人公にしたOVA。
霊媒師いずな
『地獄先生ぬ〜べ〜』に登場する葉月いずなを主人公にした作品。ぬ〜べ〜が九州へ転任してから数年後の世界となっており、本編のキャラも登場する。だが、本編でいずなが使えていた発火能力を使用できない、第2部に登場したぬ〜べ〜が重傷を経て廃人と化していたことから、本作は本編第137話「次元妖怪・まくらがえし」で示されたパラレルワールドのうちの1つであることが示唆されている。
呪殺師 千佳羅
上記の『霊媒師いずな』に登場する千佳羅を主人公にした作品。
レッツ&ゴー!! 翼 ネクストレーサーズ伝
『爆走兄弟レッツ&ゴー!! Return Racers!』の大人編の登場人物である星馬翼を主人公とした作品。主人公の小学校生活を描いている。本家ではフルカウルミニ四駆とリアルミニ四駆とエアロミニ四駆全車種が独占的に登場するが、本作では主人公がフルカウルミニ四駆のZウイングマグナムを本家から引き続き愛用しているのに対し、それ以外の登場人物はフルカウルミニ四駆のプレミアムシリーズに加え、ミニ四駆REVやレーサーミニ四駆を愛用しているため、ミニ四駆PROを除くミニ四駆シリーズ全体の販売促進が強調された作品となっている。
ローリンすっしー
かがみふみをの作品『アシスタント!』の作中作が独立したもの。『アシスタント!』の登場人物である「おぐらまほ」名義で執筆されている。
女（わたし）には向かない職業
『ののちゃん』に登場する、藤原瞳先生を主人公とした作品。学生時代の藤原先生や、教師を退職して小説家に転身した後の藤原先生も描かれている。
ラッコ11号
『バクマン。』本編で福田組の平丸一也が連載していた世直しギャグバイオレンス作品を、同名義で『週刊少年ジャンプ』36・37合併号に読切掲載したもの。後にノベライズもされた。
漫画『ローゼンメイデン』からのスピンオフ作品
ローゼンメイデン dolls talk
『ローゼンメイデン』に登場する雛苺を主人公にした日常系コメディ。『りぼん』にて連載された。
まいてはいけないローゼンメイデン
本編の作風をキャラ崩壊に徹したシュールかつ無軌道テイストのギャグ漫画。
わかめちゃんとかつおくん
『サザエさん』に登場するサザエの妹ワカメとその兄カツオを主人公にした児童向け漫画作品。アニメ版サザエさんのエピソードの一部という形でアニメ化される。

いじわるばあさん
「エプロンおばさん」に登場したキャラクター。「サンデー毎日」で同作が連載終了後に連載開始。

「チビ太くん」
「おそ松くん」（少年サンデー）に登場したキャラクター。同作と同時に「少年ブック」に連載。
漫画『ONE PIECE』からのスピンオフ作品
恋するワンピース
『ONE PIECE』の登場人物に似た名前を持つ高校生達の日常を描く公式パロディスピンオフ作品。
チョッパーマン
『ONE PIECE』の登場キャラクター、トニートニー・チョッパーを主人公とした番外編扱いの作品。本編と大幅に設定を変え、トニートニー島を根城にするヒーロー・チョッパーマンと、悪の天才科学者・Drウソダバダ率いるウソダバ団との戦いを描く本編、及び小学校の校医チョッパーマンの日常を描く初期短編とに大別されて構成されている。
漫画『修道士ファルコ』からのスピンオフ作品
『ケルン市警オド』
『修道士ファルコ』でファルコの頼もしい仲間である兄弟オドを主人公とし、彼が出家する前にケルンの市警として活躍した頃を描く作品。
彼女、人見知りします
『彼女、お借りします』のヒロインの一人、桜沢墨を主人公にした作品。

## テレビゲーム
âge製作ゲーム
アカネマニアックス〜流れ星伝説剛田〜
『君が望む永遠』のヒロイン涼宮遥の妹、涼宮茜をヒロインに描かれたゲーム、及びそのOVA化作品。共通の舞台で描かれる『マブラヴ』のキャラクターも数人登場する。原作のアダルトゲームブランド・アージュによるスピンオフ企画のアニメ化としては同作品が最初。
君のぞデュエリスト・マブラヴ デュエリスト
Silver Blitzの製造販売するTCG『ランブリングエンジェル』とのタイアップ製品。両作品の共通点は、戦闘時に自ら及び該当作品のユニットが追加されている『ランブリングエンジェル』を使用する事。それ以外は本編と同様の謎解きが続く。
The Itchy & Scratchy Game
『ザ・シンプソンズ』の劇中劇、イッチー&スクラッチーを題材とした作品。マルチプラットフォームであるが、日本では全て発売中止。
海のぬし釣り
川のぬし釣りシリーズから派生した釣りRPGのシリーズ。
エーペックスレジェンズ
タイタンフォールシリーズと世界観を共有するスピンオフ作品。
おさわり探偵 なめこ栽培キット
『おさわり探偵 小沢里奈』のキャラクター、なめこを主人公にした作品。
逆転検事
逆転裁判シリーズのキャラクター、御剣怜侍を主人公にした作品。
クランク&ラチェット マル秘ミッション☆イグニッション!
ラチェット&クランクシリーズのキャラクター、クランクを主人公にした作品。
THE 鑑識官
THE 推理シリーズの登場キャラクター、江波徹子の姪、江波識子を主人公にした作品。
同じ市を舞台としており、共通のサブキャラクターがよく登場する。
サンドラの大冒険 ワルキューレとの出逢い
ワルキューレシリーズのキャラクター、サンドラを主人公にした作品。
サンドラ自体は『ワルキューレの伝説』（アーケードゲーム）では既にプレイアブルキャラクター（2P主人公）となっているものの、最初のコンシューマー移植版（PCエンジン）では1人プレイ専用であるが故、脇役に成り下がっているため、この作品がコンシューマー作品で初めてのプレイアブルキャラクターとしてのデビュー作となった。
スーパーロボット大戦ORIGINAL GENERATIONシリーズ
「スーパーロボット大戦シリーズ」のオリジナルキャラクター・メカニックのみで展開されるゲームシリーズ。原作シリーズを重ねる毎に膨大化し、バトルフィクションでは欠かせない善悪の概念まで定着したため、これだけでストーリーを組んでも問題ないと判断したためである。
クロスオーバー作品を原作としたスピンオフのため、このタイトルで原作だと権利的に不可能なテレビアニメ化も含めたメディアミックス化もされた。
Daxter
ジャック×ダクスターシリーズのキャラクター、ダクスターを主人公にした作品。日本未発売。
多湖輝の頭の体操シリーズ
同名の書籍シリーズをゲーム化したものではあるが、レベルファイブのタイトルであるため、『レイトン教授シリーズ』のナゾを多湖輝自身が監修していることや、解答システムも『レイトン教授シリーズ』から使い回されているため、それのスピンオフとしての側面もある。
ネプテューヌシリーズのスピンオフ作品
超女神信仰 ノワール 激神ブラックハート
シリーズの登場キャラクターであるノワール/ブラックハートを主人公とした作品。ただし、作品の舞台はシリーズの主な舞台である超次元ではなくゲイムシジョウ界であり、ノワールはシリーズ本編の彼女ではなくパラレルワールドの存在である。
激次元タッグ ブラン+ネプテューヌVSゾンビ軍団
シリーズの登場キャラクターであるブラン/ホワイトハートを主人公とした作品。
デス バイ ディグリーズ 鉄拳：ニーナ・ウィリアムズ
鉄拳シリーズのキャラクター、ニーナ・ウィリアムズを主人公にした作品。
天外魔境 風雲カブキ伝
天外魔境シリーズのキャラクター、カブキ団十郎を主人公にした作品。
ときめきメモリアルドラマシリーズ
ときめきメモリアルで主人公が通うきらめき高校の三年間の内の一定期間にスポットを当てた外伝的な作品。ファン投票で上位だった人気キャラクターをヒロインにしている。「虹色の青春」は虹野沙希、「彩のラブソング」は片桐彩子、「旅立ちの詩」は、藤崎詩織と館林見晴がそれぞれヒロインになっている。
ドラゴンクエストシリーズからの派生作品
トルネコの大冒険シリーズ・ドラゴンクエスト 少年ヤンガスと不思議のダンジョン
ドラゴンクエストシリーズで冒険仲間として登場するキャラクターを主人公にした作品。このうちの『トルネコの大冒険』は制作発売元のチュンソフトが企画開発からすべて関わり、のちの「不思議のダンジョン」シリーズの源流となる。
スライムもりもりドラゴンクエスト
ドラゴンクエストシリーズの敵キャラクターであるスライムを主人公にした作品。
不思議のダンジョン 風来のシレン外伝 女剣士アスカ見参!
風来のシレンシリーズに登場する女剣士・アスカを主人公とした作品。
トロンにコブン
ロックマンDASHシリーズの悪役であるボーン一家のトロンと手下のコブンたちを主人公にした作品。
ピストル大名の冒険
『超絶倫人ベラボーマン』のキャラクター、ピストル大名を主人公にした作品。
ファイアーエムブレム トラキア776
『ファイアーエムブレム 聖戦の系譜』のキャラクター、リーフを主人公にした作品。
ボンバーマン・ボンバーマンスペシャル
ボンバーマンシリーズの処女作で、『ロードランナー』の主人公であるランナー君がロボットだった頃の作品。この作品の主人公はホワイトボンバーマンで、ラスボスのブラックボンバーマンは主人公の上司。
もぎたてチンクルのばら色ルッピーランド
『ゼルダの伝説』のキャラクター、チンクルを主人公にした作品。
忍者じゃじゃ丸くんシリーズ
『忍者くん 魔城の冒険』の主人公、忍者くんの弟じゃじゃ丸くんを主人公にした作品。
メタルギア ライジング リベンジェンス
メタルギアシリーズのキャラクター、雷電を主人公とした作品。
マリオシリーズからの派生作品
マリオは、元々AC版『ドンキーコング』で無名の主人公として登場し、AC版『ドンキーコングJR.』で個人名が付いて敵役となった後、G&W版『マリオブラザーズ』で正式な主人公となっている。
ワリオシリーズ（ワリオランドシリーズ・メイド イン ワリオシリーズなど）
マリオシリーズのキャラクター、ワリオを主人公にした作品。
ヨッシーシリーズ（ヨッシーアイランド・ヨッシーストーリーなど）
マリオシリーズのキャラクター、ヨッシーを主人公にした作品。
Mario is Missing!・ルイージマンションシリーズ
マリオシリーズに登場するマリオの弟、ルイージを主人公にした作品。
スーパープリンセスピーチ・プリンセスピーチ Showtime!
マリオシリーズのヒロイン・ピーチ姫を主人公とした作品。
ワリオの森、進め!キノピオ隊長
マリオシリーズのキャラクター、キノピオを主人公にした作品。これ以前にも『スーパーマリオUSA』で主人公の一人になっている。
ドンキーコングシリーズからの派生作品
スーパードンキーコングシリーズは、初代ドンキーコングの孫である2代目を主人公としたシリーズ。
ディディーコングレーシング
『スーパードンキーコング』に登場するドンキーの相棒、ディディーコングを主役とした作品。
バンジョーとカズーイの大冒険
上記の『ディディーコングレーシング』に登場したキャラクター、バンジョーと今作初登場であるカズーイを主役とした作品。
女神転生からの派生作品
ジャック・ブラザースの迷路でヒーホー!
女神転生の敵キャラクターであるジャックフロストを主人公にした作品。
ソニックシリーズ
テイルスのスカイパトロール・テイルスアドベンチャー
ソニック・ザ・ヘッジホッグの相棒・マイルス・テイルス・パウワーを主人公にした作品。
カオティクス
ソニック・ザ・ヘッジホッグのライバル・ナックルズ・ザ・エキドゥナを主人公にした作品。セガソニック・ザ・ヘッジホッグのキャラクターであるマイティー・ザ・アルマジロが登場し、ソニックもラストに登場する。
シャドウ・ザ・ヘッジホッグ
シャドウ・ザ・ヘッジホッグを主人公にした作品。ソニックやその仲間たちなどが、パートナーとして登場する。
ファイナルファンタジーシリーズからの派生作品
チョコボシリーズ（チョコボの不思議なダンジョンシリーズ・チョコボレーシングシリーズ・はたらくチョコボ・チョコボと魔法の絵本など）
ファイナルファンタジーシリーズのキャラクター、チョコボを主人公にした作品。
『ファイナルファンタジーVII』からの派生作品
ダージュ オブ ケルベロス ファイナルファンタジーVII
『ファイナルファンタジーVII』の登場人物ヴィンセント・ヴァレンタインを主人公にした作品。
クライシス コア ファイナルファンタジーVII
『ファイナルファンタジーVII』の登場人物ザックス・フェアを主人公にした作品。
レッドアリーマーシリーズ（『レッドアリーマー 魔界村外伝』・『レッドアリーマーII』・『デモンズブレイゾン 魔界村 紋章編』）
魔界村シリーズの敵キャラクター、レッドアリーマーを主人公にした三部作。ゲームボーイの『魔界村外伝 THE DEMON DARKNESS』は第2作の改題移植作。
モンハン日記 ぽかぽかアイルー村
モンスターハンターシリーズのキャラクター、アイルーを主人公にしたサブシリーズ作品。
アンチャーテッド 古代神の秘宝
アンチャーテッドシリーズに登場する、クロエ・フレイザーを主人公とした作品。

## 小説
青の騎士ベルゼルガ物語
『装甲騎兵ボトムズ』の世界観における別作品。
君と夢をみた
『真夜中を駆けぬける』の登場人物、葉村翔子を主人公にしたスピンオフ。本編より過去が描かれている。この作品のラストシーンでは、本編の「その後」も描かれている。
コゼット
『レ・ミゼラブル』の登場人物、コゼットのその後を描いた作品。
シブヤ大戦争
漫画「ドリームキングR」の原作者である俵家宗弖一が書き下ろした、シブヤの顔役・タカのチーマー時代のデンジャラスストーリー。タカは、「ドリームキングR」の主人公であるジョニーの兄貴的存在。
神拳 李酔竜シリーズ
『ダーティペア』シリーズの短編『そして誰もしなくなった』の登場人物、李酔竜を主人公にした別シリーズ。
スター・ウォーズ スピンオフ小説
エピソード4を基準として約1万年前のものから100年後のものまで様々な時代のものがシェアード・ワールドの手法で発表され続けている。
零崎双識の人間試験、零崎軋識の人間ノック、零崎曲識の人間人間
『戯言シリーズ』に登場する“零崎一賊”を主役にした作品。“人間シリーズ”として連載中。
ダレン・シャン前史 クレプスリー伝説
ダレン・シャンの登場人物、ラーテン・クレプスリーの過去を描いた作品。
DEATH NOTE アナザーノート ロサンゼルスBB連続殺人事件
『DEATH NOTE』の登場人物の南空ナオミとLを主人公にした作品。
猫物語（ネコモノガタリ）・花物語（ハナモノガタリ）・囮物語（オトリモノガタリ）・恋物語（コイモノガタリ）
それぞれ『化物語』（バケモノガタリ）シリーズに登場する羽川翼、神原駿河、千石撫子、貝木泥舟を主人公にした作品。
ハイエルフの森 ディードリット物語
『ロードス島戦記』シリーズの登場人物、ディードリットを主人公にした外伝。
冒険者たち ガンバと15ひきの仲間
『グリックの冒険』に登場したネズミのガンバを主人公にした別作品。
僕、はまじ・はまじと9人のクラスメート
「ちびまる子ちゃん」のはまじ自身でモデルでもある浜崎憲孝が執筆した自伝。ちびまる子ちゃんのはまじがさくらももこのイラストをそのまま使われているため、スピンオフとしての側面もある。
ホームレス大学生
「ホームレス中学生」の著書であるお笑いコンビ「麒麟」の田村裕の兄、研一を主人公としたストーリー。
魔界医師メフィスト
『魔界都市ブルース』『魔界都市〈新宿〉』など菊地秀行の〝新宿〟を舞台にした作品に登場する美貌の医師・メフィストを主人公としたシリーズ。
真庭語
『刀語』に登場する真庭忍軍を主役にした短編。
三津木俊助の少年物シリーズ（ビーナスの星/孔雀扇の秘密・他）
横溝正史の戦前の探偵・由利麟太郎（蝶々殺人事件・他）の助手・三津木俊助は、短編で幾つか単独の探偵役で事件を解決（白蝋少年/悪魔の家・他）　由利が引退後の長編少年物に三津木が主役探偵のシリーズがある。
楽園
『模倣犯』の登場人物、前畑滋子を主人公にした別作品。
ワトスンの推理法修業
『シャーロック・ホームズシリーズ』に登場するジョン・H・ワトスンを主人公としたドイル本人によるパロディ短編。

## 絵本
おむすびまん
『それいけ!アンパンマン』に登場するキャラクター、おむすびまんを主役とした作品。
絵本『ほうれんそうマン』の派生作品
かいけつゾロリ
『ほうれんそうマン』の悪役キャラクター、ゾロリを主人公にした別作品。作者は異なっており、ようかいがっこうの設定こそ引き継いでいるものの、キャラクターの設定は『ほうれんそうマン』とは多少違っている。
イシシとノシシのスッポコペッポコへんてこ話
上記の主人公・ゾロリの子分である双子の山賊、イシシとノシシがゾロリと出会う以前の作品。『へいきのヘイタ』に収録。『かいけつゾロリのきょうふのゆうえんち』では本編開始前の「イシシとノシシのきょうふのじどうこうえん」でも主役を果たす。
ますだくんのランドセル、ますだくんの1ねんせい日記
『となりのせきのますだくん』の登場人物、ますだけんいちを主人公にした続編。

## コント
志村けんのバカ殿様
『8時だョ!全員集合』や『ドリフ大爆笑』で放送されたコントのキャラクターの一人であった志村けん扮するバカな殿様を主人公にしたバカで破天荒な一国の殿様と殿の破天荒さに振り回される城関係者のやり取りを描いたコントを中心にしたバラエティー番組でスピンオフ作品と言うべき作品である。

## ラジオ番組
スズキの一社提供ラジオ番組群
どの番組であっても同社の広告イメージキャラクターを務めた経験のあるタレントを起用しなければいけない紳士協定がある。
『ももいろクローバーZのSUZUKI ハッピークローバー!』は、ハスラーのイメージキャラクターから社のイメージキャラクターに昇格したももいろクローバーZの冠番組として番組改編期でもない2015年12月からグループの人気絶頂期に急遽編成されたものである。これに伴い、『福山雅治のSUZUKI Talking F.M.』は1989年4月から『大江千里のSUZUKI STATIONKIDS』の放送開始から始まったTOKYO FM制作・JFN系スズキ一社提供日曜14時台の番組枠から移動を余儀なくされ、『福山雅治 福のラジオ』に改題し、非提供とした上で番組自体は存続している。
『SUZUKIハッピーモーニング・いってらっしゃいシリーズ』（ニッポン放送制作・NRN系）のラジオパーソナリティは、イメージキャラクターに起用した経験のある女性タレントに絞り込まれている。鈴木杏樹が自身の不祥事で2020年2月6日に降板し、2月7日から4月3日までニッポン放送における内包元番組である『飯田浩司のOK! Cozy up!』のアシスタントでもある新行市佳ニッポン放送アナウンサーが起用されたが、次のパーソナリティまでにつなぐ目的の意味合いが強く、スズキのイメージキャラクターに起用されたことがなかったため、協定上、起用期間中のタイトルは『新行市佳のいってらっしゃい』とあるようにスズキは非提供であり、タイムCM枠はACジャパンとすることで対処された。そのため、4月6日以降における羽田美智子の起用開始から復帰している。
星宮いちごの午後はいちいちいちご気分!
TVアニメ『アイカツ!』の世界で放送されているラジオ番組。一部設定を変更したWEBラジオ出張版が配信された。
後にDVD特典としてアニメ設定を再現したドラマCDが制作されたがこちらはドラマとあるようにラジオより劇中劇に近い。
Pockyラジアンサンデー
TOKYO FM制作・JFN系列で放送されている『やまだひさしのラジアンリミテッドF』の江崎グリコ一社提供コーナー「Pocky 放課後のMUSIC ROOM」の内容が番組として独立したもので、内容や流れるCMもポッキーに関する話題のみに絞り込まれているスタンスも引き継がれていた。
番組自体2018年10月から2020年9月まで放送され、かつ基幹局のみのネット体制だった。JFN系深夜番組は全国一律提供があるものしかネットしない方針であるエフエム福岡はコーナーの終了に伴い、本家の放送を打ち切り、分家のネットに移った格好となった。

## 放送枠
BS11ガンダムアワー
土曜日19時台の『アニメ+』（BS11）に関しては、極初期を除き、長い間事実上のガンダムシリーズ専用枠となったため、2022年10月改変を以て同シリーズ専用枠とした上で独立したもの。

## その他テレビ番組
ウィークエンドモーニングショー
毎日放送（MBSテレビ）の製作だが、当時のキー局であるNETテレビ『モーニングショー』における土曜版の扱いだった。
ウリナリ芸能人社交ダンス部
かつて日本テレビで放送されていた単発特別番組のシリーズ。名前の通り『ウッチャンナンチャンのウリナリ!!』から派生されたもののため、同番組が放送されていた頃は一企画に過ぎなかったものの、単独放送かつ拡大特別番組のみで放送されたことから、この企画のみが単発特別番組として独立する弾みとなった。
おんな酒場放浪記
BS-TBSの番組。固定された複数の女性出演者が『吉田類の酒場放浪記』で既に取り上げられた酒場に限って訪問するというものである。このような番組のため、酒場への取材許可は事前に入れることになっている。
帰れま10
テレビ朝日製作。『もしものシミュレーションバラエティー お試しかっ!』のコーナーとして始まり、同番組の終了後は独立し、単発特別番組に移行したが、『帰れマンデー見っけ隊!!』のゴールデンタイム進出を期に統合されたため、結局コーナーに出戻る形となった。
恋のエプロン
テレビ朝日で深夜に不定期に放送されていたもので、『愛のエプロン』とフォーマットは同一であるが、料理をする方が女性芸能人から男性芸能人に変更されているだけのもの。
全国高等学校クイズ選手権
愛称は『高校生クイズ』で、現在も放送されている日本テレビのクイズ番組。『アメリカ横断ウルトラクイズ』から派生したもののため、初期の頃は「ウルトラスペシャル」の副題が付かれていた。
ナンジャコレ珍百景
テレビ朝日の『ナニコレ珍百景』とはフォーマットと投稿を共有しつつ深夜枠で不定の時間に放送している特別番組。同番組は当初はネオバラエティの枠で放送されていたが、ゴールデンタイムに時間帯を移動したため、非常に過激なものなど、深夜番組でないと取り上げることが出来なくなったナニコレ珍百景宛の投稿はこちらで紹介している。こちらの番組では、全ての部分で「ナニコレ」の部分が「ナンジャコレ」に差し替えられている。
夕食ニャンニャン
フジテレビ『夕やけニャンニャン』のゴールデンタイム版であり、同番組発のアイドルグループで、人気絶頂期のおニャン子クラブが完全にメインに据え置かれているものであるが故に、非常に短い時期だけ放送されていた。本家と異なり、全国ネットのネットワークセールスだった。
ポツンと一軒家
朝日放送テレビ制作の番組。元々は同時間に放送していた『人生で大事なことは○○から学んだ』の一コーナーだった。
24時間テレビ 「愛は地球を救う」
毎年8月頃に日本テレビを始めとする全国31のテレビ局で放送されている大型チャリティー番組。元々は同局の深夜番組『11PM』で放送されていた「世界の福祉特集」を長時間番組化したものである。